# There She Goes
There She Goes ist ein Lied des britischen Sängers Taio Cruz aus seinem dritten Studioalbum TY.O, das er gemeinsam mit Pitbull aufnahm. Der Songtext wurde von Taio Cruz, RedOne, Pitbull, Jimmy „Joker“ Thörnfeldt, AJ Junior und Bilal Hajji verfasst, Jimmy „Joker“ Thörnfeldt und RedOne produzierten es außerdem. Die Single war erstmals ab dem 20. April in ganz Deutschland erhältlich, in Ländern wie dem Vereinigten Königreich ab dem 21. Juni, dort wurde der Song allerdings ohne Pitbull veröffentlicht. Den größten Erfolg hatte There She Goes in Deutschland, Österreich und der Schweiz. Der Track kann dem Genre Dance-Pop zugeordnet werden und wurde bei Island Records veröffentlicht.

## Musikvideo
Das offizielle Musikvideo wurde erstmals am 16. Mai 2012 mit einer Länge von 3:39 Minuten bei YouTube veröffentlicht. Es hat das Audio der Version ohne Pitbull, dieser kommt im Video auch nicht vor. Der Clip zeigt Cruz und eine Frau, gespielt von Nadya Nepomnyashaya, in der Wüste, bevor sie gemeinsam zu einem Nachtclub fahren, um dort gemeinsam There She Goes zu singen. Das Video wurde von Alex Herron gedreht.

## Rezeption

### Rezensionen
Die Bravo erklärte, dass Cruz’ Songs „nicht nur echte Ohrwürmer, sondern auch tolle Tanznummern“ wären und There She Goes keine Ausnahme davon sein würde. Auch wurde das Lied als „coole neue Tanz-Hymne“ bezeichnet. Robert Copsey von Digital Spy dagegen hatte eine gemischte Meinung und vergab drei Sterne: Taio Cruz würde von allen unterstützt werden, wenn er das Genre in neue und spannende Bereiche bringen würde. Leider wäre dies nicht der Fall und der Song so klischeehaft wie die von Pitbull gerappten Lyrics am Anfang des Tracks, „RedOne, Taio and Mr. Worldwide“.

### Chartplatzierungen
| ChartsChartplatzierungen     | Höchstplatzierung | Wochen |
| ---------------------------- | ----------------- | ------ |
| Deutschland (GfK)            | 5 (22 Wo.)        | 22     |
| Österreich (Ö3)              | 8 (24 Wo.)        | 24     |
| Schweiz (IFPI)               | 2 (22 Wo.)        | 22     |
| Vereinigtes Königreich (OCC) | 12 (6 Wo.)        | 6      |

### Auszeichnungen für Musikverkäufe
| Land/Region        | Auszeichnungen für Musikverkäufe (Land/Region, Auszeichnung, Verkäufe) | Verkäufe |
| ------------------ | ---------------------------------------------------------------------- | -------- |
| Deutschland (BVMI) | 3× Gold                                                                | 450.000  |
| Schweiz (IFPI)     | Gold                                                                   | 15.000   |
| Insgesamt          | 2× Gold · 1× Platin ·                                                  | 465.000  |

Hauptartikel: Taio Cruz/Auszeichnungen für Musikverkäufe